# Молетано (Ријети)
Молетано је насеље у Италији у округу Ријети, региону Лацио.
Према процени из 2011. у насељу је живело 45 становника. Насеље се налази на надморској висини од 1060 м.